# Oxelytrum discicolle
Oxelytrum discicolle es una especie de escarabajo carroñero del género Oxelytrum, categorizada en la tribu Silphini, de la subfamilia Silphinae. Fue descrita por Brullé en 1836.

## Distribución
Se distribuye por América: Belice, Costa Rica, El Salvador, Guatemala, México, Nicaragua, Panamá, Argentina, Bolivia, Colombia, Ecuador, Paraguay, Perú y  Venezuela.